# Famille von Hochberg
Pour les articles homonymes, voir Hochberg (homonymie).
La famille von Hochberg est une ancienne famille noble silésienne qui a son foyer principal en Silésie jusqu'à la Seconde Guerre mondiale. Jusqu'au XVIIe siècle, la famille s'appelait Hohberg (également Hoberg). Avec l'acquisition de la principauté de Pless au XIXe siècle, ils reçoivent le titre prussien de "princes de Pless".
La famille ne doit pas être confondue avec les margraves de Bade-Hachberg, souvent appelés Hochberg dans les documents et écrits anciens.

## Histoire

### Débuts
La famille des seigneurs d'Hohberg apparaît pour la première fois dans un document en 1185. Le premier représentant dont le nom est connu est le chevalier Melchior d'Hohberg, qui est venu en Silésie avec le roi Henri VII. La lignée ininterrompue commence avec le chevalier Kitzold d'Hoberg, qui est attesté de 1312 à 1349. Au cours des siècles suivants, les branches familiales de Fürstenstein, Buchwald, Güttmannsdorf, Rohnstock et Neuschloß se développent en Silésie. Une autre branche de la famille se forme en Basse-Autriche, dont est issu l'écrivain Wolf Helmhardt von Hohberg (de), avec qui cette lignée s'éteint.
Le château de Güttmannsdorf (de), ancien domaine monastique, est acquis en 1484 par Frédéric d'Hochberg, fondateur de la lignée de Güttmannsdorf. Au XVIIIe siècle, il est de style baroque et reste la propriété de la famille jusqu'à la fin du XVIIIe siècle.
Conrad Ier von Hoberg, marié à Catharina von Reibnitz, achète Rohnstock aux frères de sa femme en 1497; il reste dans la famille jusqu'en 1945. En 1720, le château de Rohnstock (de) est reconstruit sous Jean-Henri III d'Hochberg dans le style baroque. Frédéric le Grand y séjourne en 1745, le soir de la bataille de Hohenfriedberg, et en mars 1759 avant la bataille de Kunersdorf. L'empereur Guillaume Ier prend ses quartiers ici en 1875 pour une manœuvre impériale, et Guillaume II en 1890.
Neuschloss près de Militsch est une seigneurie de moindre importance, que les Hochberg héritent des comtes de Reichenbach, qui l'ont acquis en 1717 des comtes Maltzan auf Militsch.

### Branche de Furstenstein
La branche la plus importante est celle qui porte le nom du château de Fürstenstein, qui appartient à l'une des principales familles nobles de la principauté de Schweidnitz-Jauer. Conrad d'Hohberg donne d'abord la propriété en gage à la famille en 1509. En 1605, il devient une propriété héréditaire. Depuis la Réforme, la plupart des membres de la famille sont protestants.
Après la mort de Jean-Henri II (163-1698), la branche se divise. Le fils cadet de Jean-Henri II, Conrad-Ernest-Maximilien (1682–1742), contrairement aux autres membres de la famille pendant la première guerre de Silésie, rend hommage Frédéric II. En 1764, à l'époque du comte Jean-Henri V (1741-1782), il y a une fusion partielle de la propriété familiale. En 1772, le comte s'emploie à convertir la seigneurie de Fürstenstein en un fidéicommis, également pour sécuriser la propriété. Cela comprend également le pays de Waldenbourg avec ses mines de charbon importantes au XIXe siècle. Cela comprend également les villes de Fribourg-en-Silésie, Gottesberg (de), Friedberg et Waldenburg, ainsi que de nombreux villages. En 1791, sous Jean-Henri VI, toutes les possessions de l'ancienne branche de Fürstenstein sont à nouveau réunies.

### Hochberg-Pless
Le comte Jean-Henri X d'Hochberg (1806-1855) réalise la transformation de la seigneurie de Fürstenstein en un fidéicommis avec un siège héréditaire au parlement provincial de Silésie (de) sous la forme d'une voix curiale depuis 1827. Le développement des mines de charbon par le chemin de fer s'inscrit également dans son temps. Par la mère de Jean-Henri X, la princesse Anne-Émilie d'Anhalt-Köthen-Pless, la principauté de Haute-Silésie de Pless est héritée par la famille d'Hochberg, avec la titulature de grâce princière depuis 1850. Cette principauté couvre 110 km² et est quatre fois plus grande que la seigneurie de Fürstenstein. Jean-Henri X est également président de la Chambre des seigneurs de Prusse. Son fils Jean-Henri XI d'Hochberg (1833–1907) accrut principalement les activités minières et industrielles de la famille. Pendant son temps, d'autres mines de charbon sont ouvertes, la production est modernisée et le château de Pless (de) est reconstruit. En 1870, l'expansion inachevée du château de Fürstenstein dans le plus grand château de Silésie commence. Le frère du prince Bolko von Hochberg (1843-1926) est diplomate, puis directeur de théâtre et compositeur. Le fils de Jean-Henri XI, Jean-Henri XV (1861–1938) est marié à Maria Theresa Cornwallis-West (1873–1943), connue sous le nom de Daisy von Pless. Pendant ce temps, le château de Pless devient le lieu de rencontre de la société européenne dirigeante.
La fin de la Première Guerre mondiale et la division de la Haute-Silésie en 1922 entraînent le déclin économique de la famille. Le prince est resté à Pless, le fils aîné Jean-Henri XVIII (1900-1984) vit en Angleterre. Le frère Alexandre (1905-1984) vit d'abord en Pologne, mais s'est enfui en Angleterre lorsque la Pologne est envahie. Les deux frères combattent comme volontaires dans l'armée britannique. En 1943, les nazis confisquent la propriété du Reich allemand autour de Fürstenstein, où vit encore Daisy von Pless. L'objectif est d'y établir un quartier général du Führer.

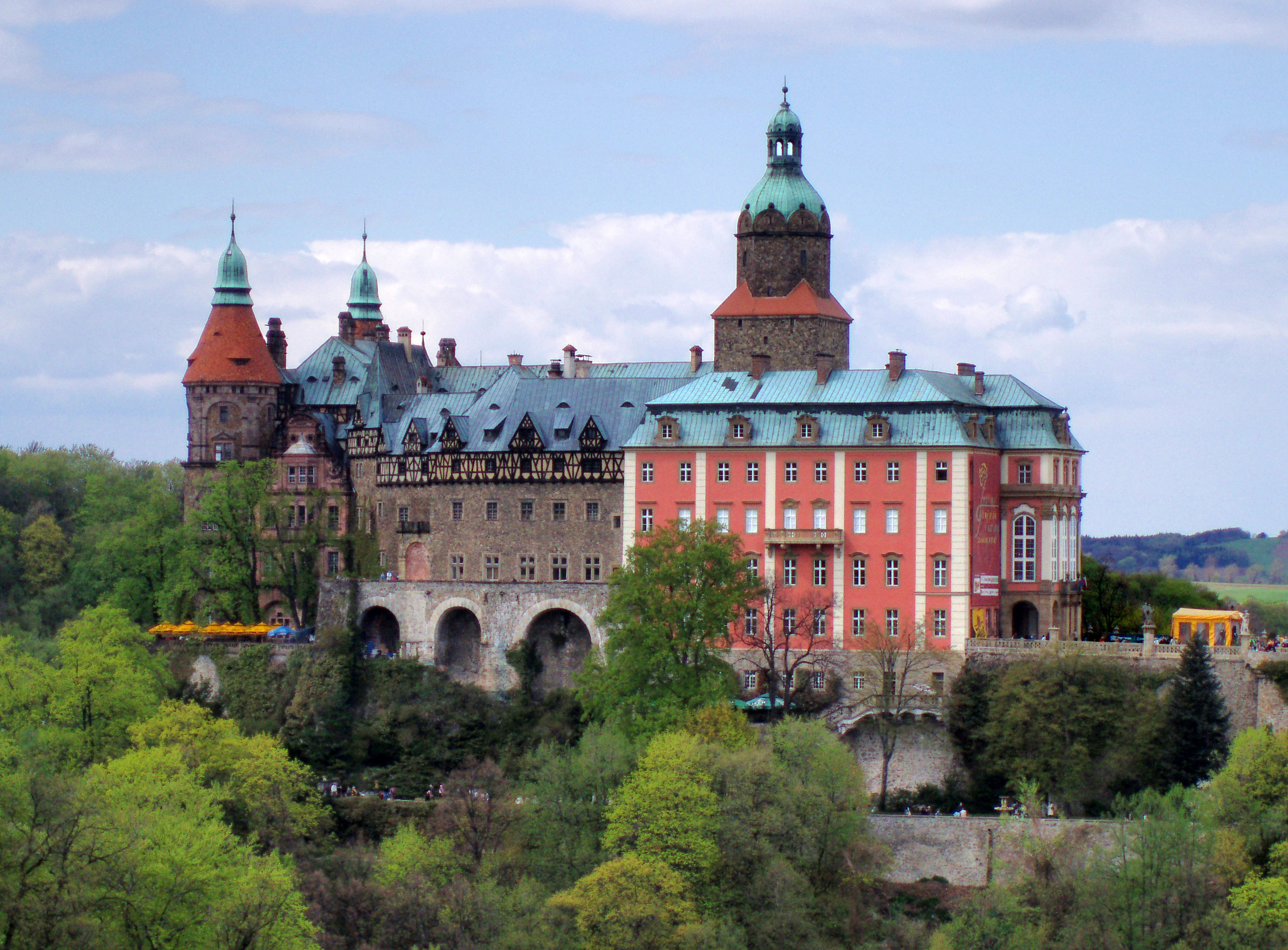
Château de Fürstenstein
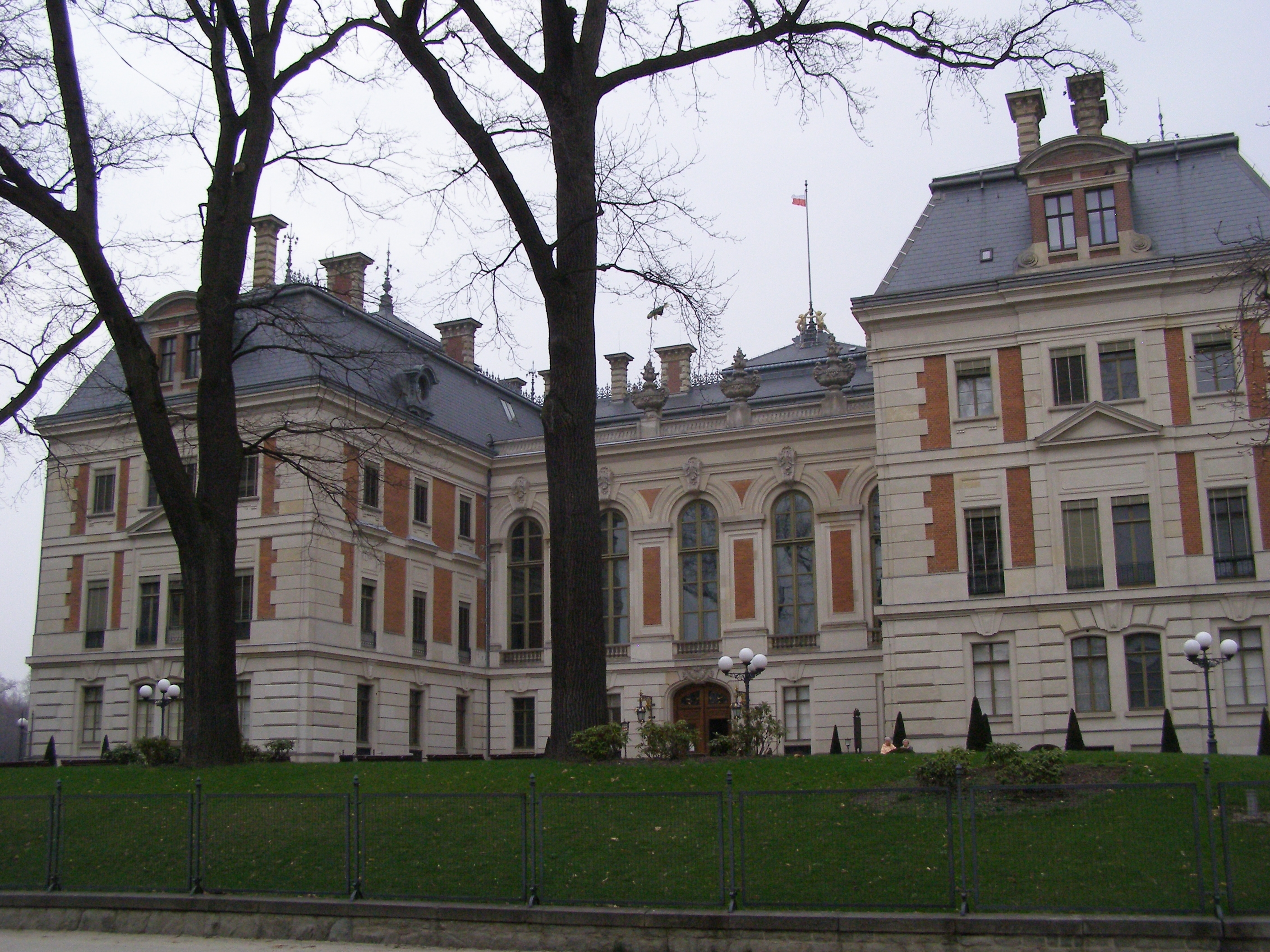
Château de Pless (de)
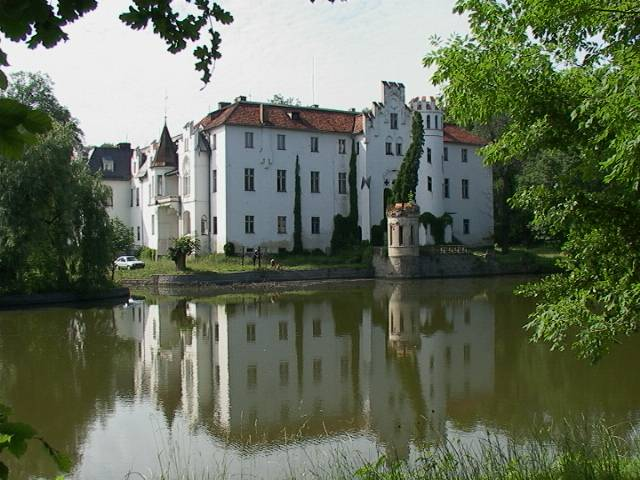
Château de Güttmannsdorf (de)
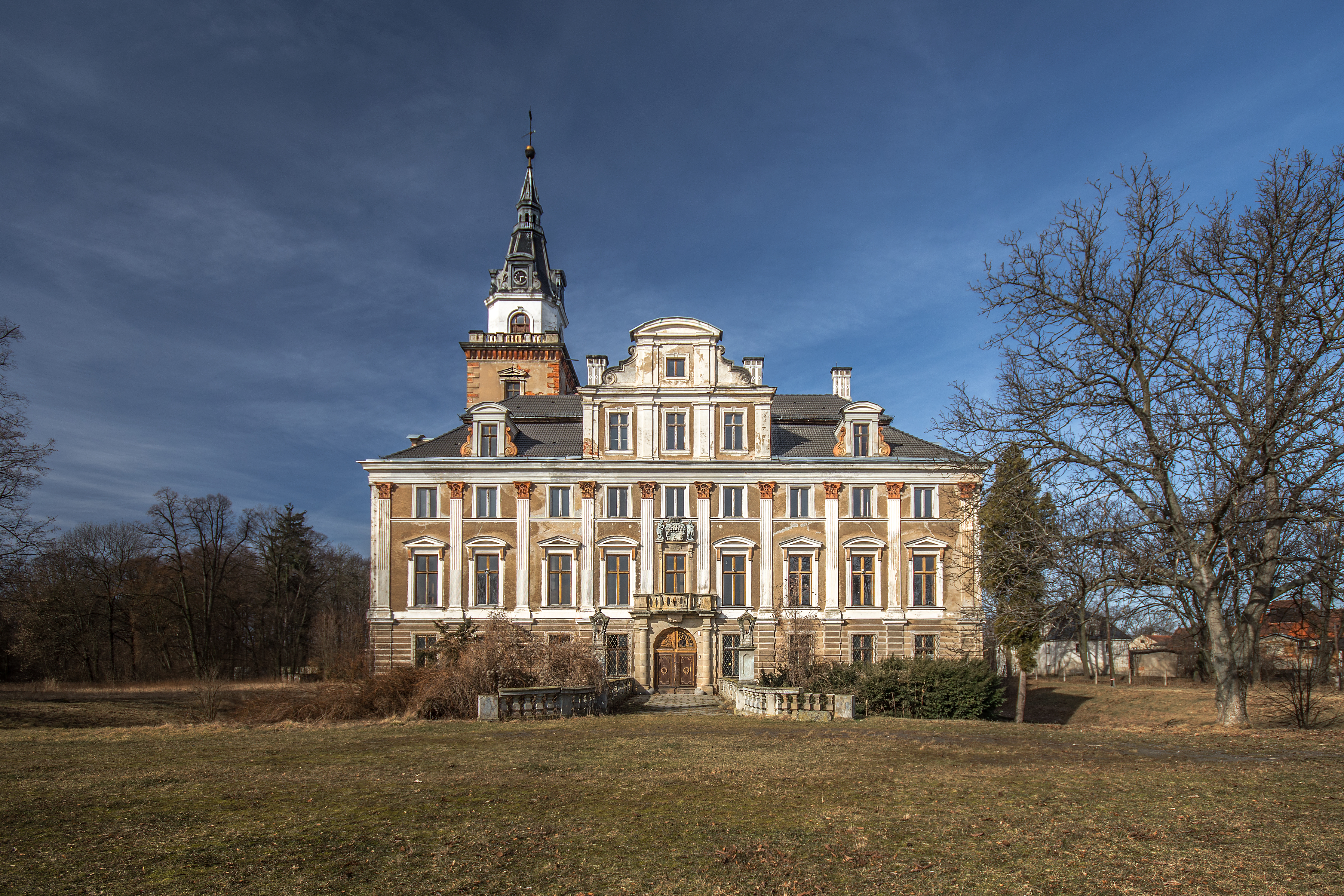
Château de Rohnstock (de)

## Armes

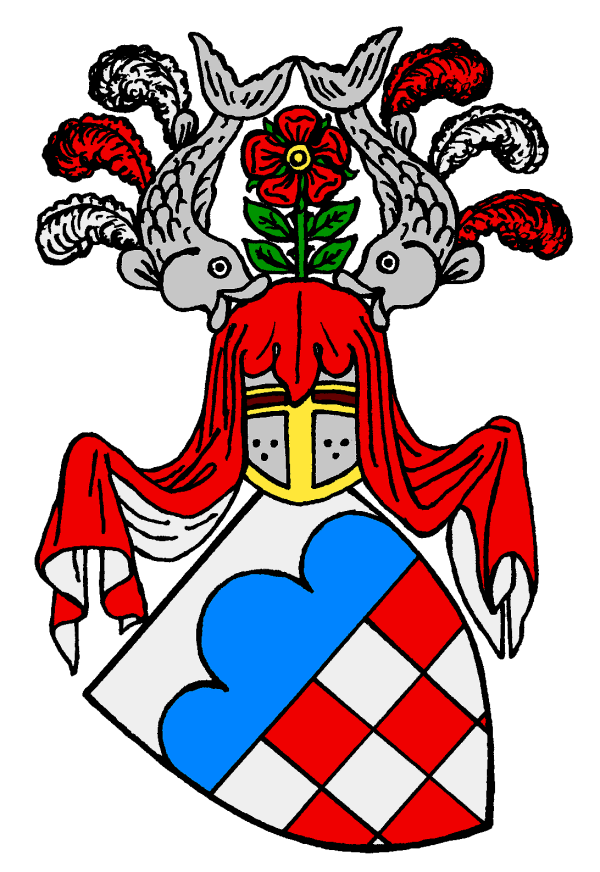
Armoiries de la famille d'Hochberg

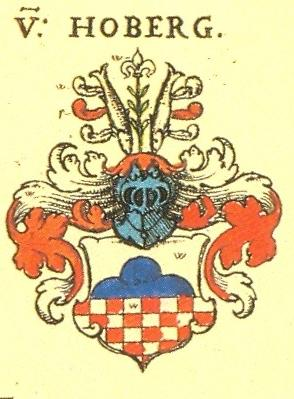
Armoiries dans le livre des armoiries de Siebmacher

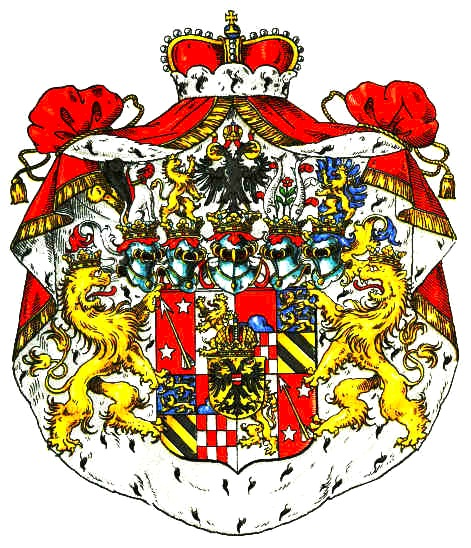
Armoiries des princes de Pless, comtes d'Hochberg, barons de Fürstenstein

Le livre d'armoiries de Siebmacher de 1605 montre les armoiries du département de la chevalerie et de la noblesse en Saxe.
Blason : « Divisé, en haut en argent un trio bleu sur la ligne de partage, en bas en rouge et argent en cinq rangs de huit carrés. Sur le casque aux couvertures rouges et argentées, un lys argenté à six feuilles vertes et tiges vertes entre deux truites argentées tombées, chacune avec trois plumes d'autruche (argent, rouge, argent) à l'extérieur. "
Selon le GHdA, le blason principal (bouclier penché) est décrit comme suit : « Divisé, au-dessus en argent une triple colline bleue sur la ligne de séparation, en dessous l'argent et le rouge en trois rangées de quatre places. Sur le casque de pot avec des lambrequins rouges et argentées, une rose rouge dorée et croissante entre deux truites naturelles tombées, dont les côtés extérieurs sont décorés de trois plumes d'autruche rouges et blanches de couleurs mélangées. "
Le blason de la branche d'Hennersdorf, qui s'éteint dans la ligne baronniale, est divisé; au-dessus, en argent, trois montagnes vertes et pointues côte à côte ; ci-dessous par l'argent et le rouge, cinq contre trois, annulé. Sur le casque avec des revêtements rouges et argentés entre deux poissons tombés sur la couronne du casque se trouve une rose rouge avec des tiges vertes et six feuilles vertes. Les plumes d'autruche manquent ici.
Le blason de la branche de Buchwald est écartelé et montre dans les champs 1 et 4 en argent un demi -aigle noir à l'écart, qui pousse vers l'extérieur ; les champs 2 et 3 sont divisés ; en haut en rouge trois montagnes bleues, celle du milieu plus haute que les deux autres, en bas de rouge et d'argent, trois par quatre, taillées. Au-dessus du bouclier, deux casques couronnés avec des couvertures rouges et argentées. Le casque avant porte un aigle noir, celui de derrière une rose rouge à tiges vertes et quatre feuilles vertes, entre deux truites tombées, dont l'extérieur est orné de trois plumes d'autruche (argent, rouge, argent).

## Élévation à la noblesse
Sous le gouverneur Hans Heinrich I von Hohberg (1598-1671), la branche de Fürstenstein est élevée au rang de barons du royaume de Bohême en 1650. En 1666, il est élevé au rang de comte de Bohême. En 1659, Wolf Helmhard von Hohberg est élevé d'une lignée de Basse-Autriche au rang de baron. L'ancien provincial Otto Konrad von Hochberg est élevé au rang de baron en 1740 et les frères Johann Anton et Franz Wenzel von Hochberg en 1746. Sous le fils et successeur de Hans Heinrich Ier, Hans Heinrich II (1639–1698), il est élevé au rang de comte impérial. En 1850, Jean-Henri X est élevé au rang de prince prussien. Jean-Henri XI est élevé au rang non héréditaire de duc en 1905.

## Personnalités

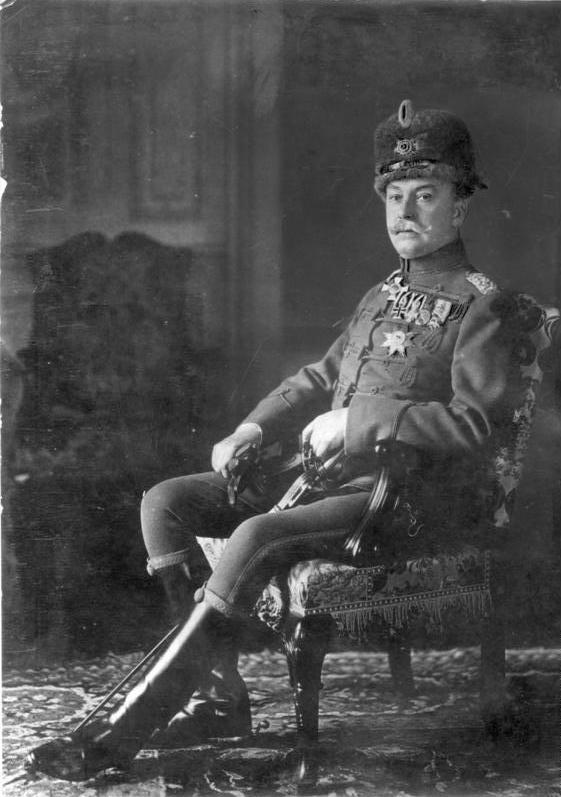
Jean-Henri XV d'Hochberg, 3e prince de Pless (1861-1938) en 1916

- Jean-Henri X d'Hochberg-Fürstenstein (1806–1855), comte impérial, 1er prince de Pless, industriel de Montan
- Hermann d'Hochberg (de) (1813–1884), administrateur de l'arrondissement d'Habelschwerdt (1850, 1853–1884)
- Jean-Henri XI d'Hochberg-Fürstenstein (1833-1907), comte impérial, prince de Pless, industriel montagnard, général prussien
  - Jean-Henri XV d'Hochberg (1861-1938), 3e prince de Pless, dirigeant allemand et industriel minier
    - Jean-Henri XVII von Hochberg (1900-1984), 4e prince von Pless, propriétaire foncier et officier germano-anglais
    - Alexandre Ier d'Hochberg (de) (1905-1984), 5e prince von Pless, homme d'affaires et officier germano-polonais
    - Bolko d'Hochberg (1910-1936), marchand
      - Bolko d'Hochberg (1936–2022), 6e prince de Pless, homme d'affaires
- Jean-Henri XIV Bolko von Hochberg (1843-1926), propriétaire terrien, diplomate allemand, réalisateur et compositeur
  - Jean-Henri XVI d'Hochberg (de)-Rohnstock (1874–1933), seigneur de Rohnstock, petit seigneur libre de Neuschloß et fonctionnaire agricole
    - Jean-Henri XVIII d'Hochberg (1905-1989), seigneur de Neuschloß et du domaine forestier de Rohnstock, chevalier d'Honneur de l'Ordre de Saint-Jean
- Frédéric-François d'Hochberg (1875–1954), architecte
  - Frédéric-Hartmann d'Hochberg-Rohstock (1910-1945), major,
  - Charles d'Hochberg-Rohnstock (1912-1979), major, chevalier d'honneur de l'Ordre de Saint-Jean
    - Pierre d'Hochberg-Rohstock (né en 1956), 7e prince de Pless, directeur général, propriétaire foncier, actuel chef de famille